# چیکو اوچی
چیکو اوچی (انگلیسی: Chieko Ochi؛ زادهٔ ۲۴ فوریهٔ ۱۹۸۷) هنرپیشه، خواننده، بازیگر خردسال، نویسنده، و مدل (شخص) اهل ژاپن است.